# Dometorina rostrata
Dometorina rostrata är en kvalsterart som beskrevs av Malcolm Luxton 1993. Dometorina rostrata ingår i släktet Dometorina och familjen Hemileiidae. Inga underarter finns listade i Catalogue of Life.